# Current Opinion in Lipidology
Current Opinion in Lipidology, abgekürzt Curr. Opin. Lipidology, ist eine wissenschaftliche Fachzeitschrift, die vom Lippincott Williams & Wilkins-Verlag veröffentlicht wird. Die Zeitschrift erscheint mit sechs Ausgaben im Jahr. Es werden Übersichtsarbeiten veröffentlicht, die sich mit Ernährung, Stoffwechsel, Genetik, Molekularbiologie, Hyperlipidämie und kardiovaskulären Erkrankungen beschäftigen.
Der Impact Factor lag im Jahr 2014 bei 5,656. Nach der Statistik des ISI Web of Knowledge wird das Journal mit diesem Impact Factor in der Kategorie Endokrinologie und Metabolismus an 17. Stelle von 128 Zeitschriften, in der Kategorie Biochemie und Molekularbiologie an 41. Stelle von 289 Zeitschriften und in der Kategorie periphere Gefäßerkrankungen an siebenter Stelle von 60 Zeitschriften geführt.